# Lokalbanan Absdorf–Krems an der Donau
|  |  |  |

|  | Straight track |

|  | Station on track |

|  | Unknown BSicon "ABZgr" |

|  | Stop on track |

|  | Station on track |

|  | Station on track |

|  | Stop on track |

|  | Station on track |

|  | Unknown BSicon "ABZg+r" |

|  | Station on track |

|  | Stop on track |

|  | Stop on track |

|  | Station on track |

|  | Unknown BSicon "ABZgl" |

|  | Straight track |

|  |  |  |

|  | Straight track |

|  | Station on track |

|  | Unknown BSicon "ABZgr" |

|  | Stop on track |

|  | Station on track |

|  | Station on track |

|  | Stop on track |

|  | Station on track |

|  | Unknown BSicon "ABZg+r" |

|  | Station on track |

|  | Stop on track |

|  | Stop on track |

|  | Station on track |

|  | Unknown BSicon "ABZgl" |

|  | Straight track |

Lokalbanan Absdorf-Krems an der Donau är en 31 kilometer lång enkelspårig järnväg i det österrikiska förbundslandet Niederösterreich. Den går från Absdorf-Hippersdorf där den ansluter till Franz-Josefsbanan till Krems an der Donau där den ansluter till Donauuferbanan. 
Banan byggdes i början på 1870-talet som bibana till Franz-Josefsbanan och invigdes 1872. Den elektrifierades 1982. Banan trafikeras av regionalexpresståg från och till Wien samt av regionaltåg. På vardagar finns det även en del godstrafik.